# Allosaurus robustus
"Allosaurus robustus" es un nombre informal utilizado para el espécimen NMV P150070, un astrágalo terópodo conocido de la Formación Wonthaggi del Cretácico Inferior de Victoria, Australia. Cuando se estudió por primera vez, se pensó que pertenecía a una especie de Allosaurus. Samuel Welles cuestionó esta identificación porque pensó que el astrágalo pertenecía a un ornitomímido, pero los autores originales defendieron su clasificación. En algún momento a principios de la década de 2000, Daniel Chure examinó el hueso y descubrió que no representaba una nueva especie de Allosaurus, pero que aún podía representar un alosauroide. Al mismo tiempo, Yoichi Azuma y Phil Currie notaron que el astrágalo se parecía al de su nuevo género Fukuiraptor. Bien puede representar un terópodo relacionado o igual que Australovenator, aunque algunos argumentan que podría representar un abelisauroideo. Un estudio de 2019 apoyó firmemente una afinidad con los Megaraptora por el astrágalo. El nombre "Allosaurus robustus", primero confinado como una etiqueta de museo, fue publicado por primera vez por Chure en 2000.